# Маган I
Маган I Кейта (манд. Maghan I; 1280—1341), также известен как Магха или Маган Сома Бурема Кейн — манса империи Мали в 1337—1341 годах.

## Биография
Маган сменил на престоле своего отца мансу Мусу I, который был одним из самых легендарных манс. Маган правил империей на пике её могущества, но правил он всего четыре года. В 1341 году в результате придворных интриг и государственного переворота Магана на престоле сменил его дядя Сулайман I.